# 利翁代國家公園
利翁代國家公園（Liwonde National Park）是非洲國家馬拉維的國家公園，位於該國南部希雷河平原，距離布蘭太爾160公里，佔地548平方公里，成立於1973年，野生動物有羚羊、非洲象、水牛、鱷魚、河馬等。

## 外部連結
- World Conservation Monitoring Centre